# Nobiltà montenegrina
La Nobiltà montenegrina comprende tutti gli individui e le famiglie un tempo riconosciute dal principato prima e dal regno poi del Montenegro come membri della classe aristocratica, ovvero godenti di privilegi ereditari.

## Storia
Storicamente i principi-vescovi del Montenegro (regnanti teocrati) ebbero il privilegio di creare nobili. Pietro II Petrović-Njegoš emise un decreto che creò principe Alexander Karađorđević (poi Alessandro I, principe di Serbia dal 1842 al 1858), figlio minore di Karađorđe, già Vojvoda (duca). Durante questo regno vi furono quattordici famiglie a raggiungere il rango di Serdar (conte): Petrović-Njegoš, Vukotić, Đurašković, Martinović, Perović, Plamenatz, Drekalović, Mijušković, Bošković, Božović, Đulović, Medenica, Vlahović e Laketić.
Nel diploma che creava Nikola Mihailov Vasojević Knez (principe) ereditario, Pietro II siglò il documento a Cetinje come "principe Petar Petrović-Njegoš, Vladika (principe-vescovo) e Gospodar (signore) del Montenegro e di Brda". Il diploma inoltre stabilì per la prima volta la linea di successione del nuovo principe Nikola Mihailov come diretto discendente del principe Radonja di Holmia (Brda) (a sua volta già elevato al rango di principe da Stephen Dušan "il Mitico", imperatore dei Serbi e dei Greci, nel 1346. Il diploma inoltre riporta per la prima volta lo stemma nobiliare descrivendo lo stemma dei principi di Holmia e dei loro eredi.
Re Nicola I Petrovic-Njegos, formalmente principe (r. 1860-1921) privò diverse volte i sudditi che non gli furono leali dei titoli posseduti dai loro antenati; Marko Miljanov Popović, ad esempio, entrato in contrasto con Nicola nel 1882, dovette rinunciare alla propria posizione nel Consiglio di Stato e venne privato del suo titolo di Vojvoda (duca).
Attualmente la concessione dei titoli, pure dopo l'abolizione della monarchia, è proseguita sino ai nostri giorni. Nel 2001, il principe Nicola II ha garantito il titolo di Veliki Vojvoda (Gran duca) di Grahovo e Zeta a suo figlio, il principe Boris Petrović-Njegoš. Altri membri della famiglia reale del Montenegro e persone vicine alla famiglia stessa sono state nobilitate.

## Titoli
I titoli concessi dalla monarchia montenegrina erano i seguenti:
- knez (principe)
- veliki vojvoda (granduca)
- vojvoda (duca)
- serdar (conte)
- guvernadur (governatore).

## Nobili notabili
- Principe Mirko Petrović-Njegoš del Montenegro, granduca di Grahovo e Zeta (1879–1918)
- Principe Pietro Petrović-Njegoš del Montenegro, granduca di Zahumlije (1889–1932)
- Principe Boris Petrović-Njegoš del Montenegro, granduca di Grahovo e Zeta (1980)
- Principe Anto Gvozdenović (1853–1935)
- Principe Pavle Petrović-Njegoš del Montenegro, principe di Raška (1910-1933)
- Duca Miloš Krivokapić (1819-1907), duca dei Cuce
- Duca Stanko Radonjić (1841-1889), duca dei Njeguši
- Duca Božo Petrović-Njegoš (1846-1929), duca dei Njeguši, membro della famiglia reale
- Duca Miljan Vukov Vešović (1820-1886), duca dei Vasojevići
- Duca Gavrilo Vuković (1852-1928), duca dei Vasojevići, figlio del duca Miljan
- Conte Janko Vukotić (1866–1927)
- Conte Milo Martinović